# Budiš
Budiš je obec na Slovensku v okrese Turčianske Teplice.

## Historie
První písemná zmínka o obci pochází z roku 1573

## Geografie
Obec se nachází v nadmořské výšce 478 metrů a rozkládá se na 10,27 km2. K 31. prosinci roku 2017 zde žilo 201 obyvatel. Je zde komerčně využívaný pramen minerální vody. Obec leží od hlavního města Bratislavy 219 km, krajského města Žiliny 59,5 km a okresního města Ružomberok 11,2 km, sousedí se sedmi obcemi : Nedožery-Brezany, Malá Čausa, Rudno, Jasenovo, Dubové, Kaľamenová a Liešno.